# 河西村 (京都府)
河西村（かわにしむら）は、かつて京都府加佐郡にあった村。現在の福知山市大江町の南西部、由良川の左岸にあたる。

## 地理
- 河川：由良川

## 歴史
- 1889年（明治22年）4月1日 - 町村制の施行により、蓼原村・小原田村・日藤村・公庄村の区域をもって加佐郡河西村が発足。
- 1951年（昭和26年）4月1日 - 河守町に編入。同日河西村廃止。河守町は即日改称して大江町となる。

## 交通

### 鉄道
- 北丹鉄道
  - 公庄駅 - 蓼原駅

北丹鉄道は1923年（大正12年）9月22日に開業した。1971年（昭和46年）に休止され、1974年（昭和49年）に廃止された。京都丹後鉄道宮福線公庄駅は未開業。

### 道路
- 宮津街道（現・国道175号）